# Platyzosteria submorosa
Platyzosteria submorosa är en kackerlacksart som beskrevs av Karlis Princis 1954. Platyzosteria submorosa ingår i släktet Platyzosteria och familjen storkackerlackor. Inga underarter finns listade i Catalogue of Life.